# James Somerville
James Fownes Somerville (17 de julio de 1882 - 19 de marzo de 1949) fue un oficial de la Marina Real británica. 

## Biografía
Sirvió en la Primera Guerra Mundial como oficial de radio de la Flota del Mediterráneo, donde participó en el apoyo naval a la Campaña de Galípoli. También sirvió en la Segunda Guerra Mundial como comandante de la recién formada Fuerza H: tras el armisticio francés con Alemania, Winston Churchill encomendó a Somerville y a la Fuerza H la tarea de neutralizar el elemento principal de la flota de combate francesa, entonces en Mers El Kébir, en la Argelia francesa. Tras destruir la flota de combate francesa, Somerville desempeñó un papel importante en la persecución y el hundimiento del acorazado Bismarck.
Se convirtió más tarde en Comandante en Jefe de la Flota del Este. En abril de 1942, el almirante Chūichi Nagumo y su incursión del océano Índico infligieron grandes pérdidas a su flota. Sin embargo, en la primavera de 1944, con refuerzos, Somerville pudo pasar a la ofensiva en una serie de agresivos ataques aéreos en las Indias Orientales Neerlandesas ocupadas por Japón. Pasó el resto de la guerra a cargo de la delegación naval británica en Washington, D.C.